# Kaiser-Franz-Joseph-Jubiläums-Marsch
Kaiser-Franz-Joseph-Jubiläums-Marsch, är en marsch utan opustal av Johann Strauss den yngre. Den spelades möjligen första gången den 27 november 1887 i Gyllene salen i Musikverein i Wien. 

## Historia
Sommaren 1898 i Wien gick i firandets tecken: kejsare Frans Josef I:s hade suttit 50 år på tronen och alla årets fester var förknippade med jubileet. Johann Strauss hade en tid dessförinnan fått en beställning på ett lämpligt musikverk och i sammanhanget hade en marsch nämnts som förslag. Kompositören skissade pliktskyldigt på en Kaiser-Franz-Joseph-Jubiläums-Marsch och kopior av verket (för kör och orkester men utan text, samt för piano) återfanns efter Strauss död 1899 bland hans efterlämnade papper. 
Det förefaller som om Strauss ändrade sina planer på våren 1898 vad gällde jubileumsverket, då han var tvungen att förse manskören Wiener Männergesang-Verein med ett verk till deras festkonsert i den stora Skyttehallen (Schützenhalle) i Pratern den 28 juni 1898. Verket var marschen Auf's Korn, ett körarrangemang av en marsch utan namn som han redan hade skrivit och till vilken författaren Vinzenz Chiavacci hade skrivit en text. Från den ännu icke uppförda och opublicerade Kaiser-Franz-Joseph-Jubiläums-Marsch lånade han hela triodelen. I ett brev till brodern Eduard Strauss skrev han den 30 maj 1898: "...Jag kan inte sända dig ['Kaiser-Franz-Joseph-Jubiläums'] marschen, då jag har använt trion till Schützenmarsch [ = 'Auf's Korn'] och jag ska skriva en annan trio till Männergesang-Verein (i höst). Jag ska sända dig marschen om du behöver den till 'Obersteigermarsch' [marsch av Carl Zeller till operetten 'Der Obersteiger' från 1894]. På andra sidan papperet är Kaiserjubiläumsmarsch, vilken precis är nedskriven och sålunda obrukbar."
Den 27 november 1898 framträdde Eduard Strass vid en välgörenhetskonsert i Musikverein. På programmet stod två verk som hade skrivits till kejsarjubileet: Eduard Strauss Jubel-Walzer (op. 296) som hade haft premiär den 27 februari 1898, samt en ren orkestral version av Johann Strauss Kaiser-Franz-Josef-Jubiläums-Marsch som nu fick sin premiär. Styckena dirigerades av respektive kompositör. Johann Strauss framförde marschen ytterligare en gång på Theater an der Wien den 1 december 1898, dagen före kejsarens jubileumsdag.
På konsertprogrammet för den 27 november 1898 står det emellertid: "Publicerad för piano och orkester av Jungmann & Lerch". Den enda marsch av Johann Strauss som det förlaget någonsin gav ut var Auf's Korn och det är därför osäkert vilken version av marsch som spelades i Musikverein. 

## Om marschen
Speltiden är ca 2 minuter och 49 sekunder plus minus några sekunder beroende på dirigentens musikaliska tolkning.

## Weblänkar
- Kaiser-Franz-Joseph-Jubiläums-Marsch i Naxos-utgåvan.